# 2002年ドイツグランプリ
2002年ドイツグランプリ (Groser Mobil 1 Preis von Deutschland) は、2002年F1世界選手権の第12戦として、2002年7月28日にホッケンハイムリンクで開催された。

## レース前
このレースはホッケンハイムリンク改修後初めてのF1グランプリとなった。2002年のドライバーズチャンピオンシップはレース終了後数日してからシューマッハのものと正式決定し、消化レースとなってしまった。

## 予選
ミハエル・シューマッハが 1:14.389 でポールポジションを獲得した。アレックス・ユーンは107%ルールのため予選落ちした。

## 決勝
レースはミナルディのアレックス・ユーンの107％ルールによる予選落ちのため21台で行われた。
ミハエル・シューマッハがポールポジションからレースを決める。その後は後方でキミ・ライコネンとファン・パブロ・モントーヤが激しく争い、モントーヤが争いを制し、ライコネンは最後マシンが壊れリタイヤとなった。
レースはシューマッハが難なく制しフェラーリで初の母国グランプリ優勝を果たした。2位と3位にはウィリアムズ勢が入った。多くのマシンがリタイヤした結果、完走者は9台となり、2002年のレースで2番目に完走者が少ないレースになった。
アロウズの2台はメカニカルトラブルのためリタイアしたが、これは彼らにとって最後のレースとなった。チームはシーズン残りのレースに参加しなかった。エンリケ・ベルノルディにとっても最後のF1レースとなった。

## 決勝結果
| 順位     | No | ドライバー                       | チーム                  | 周回 | タイム             | グリッド | ポイント |
| -------- | -- | -------------------------------- | ----------------------- | ---- | ------------------ | -------- | -------- |
| 1        | 1  | ミハエル・シューマッハ           | フェラーリ              | 67   | 1:27:52.078        | 1        | 10       |
| 2        | 6  | ファン・パブロ・モントーヤ       | ウィリアムズ-BMW        | 67   | +10.503            | 4        | 6        |
| 3        | 5  | ラルフ・シューマッハ             | ウィリアムズ-BMW        | 67   | +14.466            | 2        | 4        |
| 4        | 2  | ルーベンス・バリチェロ           | フェラーリ              | 67   | +23.195            | 3        | 3        |
| 5        | 3  | デビッド・クルサード             | マクラーレン-メルセデス | 66   | +1 Lap             | 9        | 2        |
| 6        | 7  | ニック・ハイドフェルド           | ザウバー-ペトロナス     | 66   | +1 Lap             | 10       | 1        |
| 7        | 8  | フェリペ・マッサ                 | ザウバー-ペトロナス     | 66   | +1 Lap             | 14       |          |
| 8        | 10 | 佐藤琢磨                         | ジョーダン-ホンダ       | 66   | +1 Lap             | 12       |          |
| 9        | 24 | ミカ・サロ                       | トヨタ                  | 66   | +1 Lap             | 19       |          |
| リタイア | 9  | ジャンカルロ・フィジケラ         | ジョーダン-ホンダ       | 59   | エンジン           | 6        |          |
| リタイア | 4  | キミ・ライコネン                 | マクラーレン-メルセデス | 59   | スピン             | 5        |          |
| リタイア | 16 | エディ・アーバイン               | ジャガー-コスワース     | 57   | ブレーキ           | 16       |          |
| リタイア | 21 | エンリケ・ベルノルディ           | アロウズ-コスワース     | 48   | エンジン           | 18       |          |
| リタイア | 12 | オリビエ・パニス                 | BAR-ホンダ              | 39   | エンジン           | 7        |          |
| リタイア | 14 | ヤルノ・トゥルーリ               | ルノー                  | 36   | スピン             | 8        |          |
| リタイア | 11 | ジャック・ヴィルヌーヴ           | BAR-ホンダ              | 27   | ギアボックス       | 11       |          |
| リタイア | 15 | ジェンソン・バトン               | ルノー                  | 24   | エンジン           | 13       |          |
| リタイア | 25 | アラン・マクニッシュ             | トヨタ                  | 23   | エンジン           | 17       |          |
| リタイア | 23 | マーク・ウェバー                 | ミナルディ-アジアテック | 23   | ハイドロリック     | 21       |          |
| リタイア | 20 | ハインツ＝ハラルド・フレンツェン | アロウズ-コスワース     | 18   | ハイドロリック     | 15       |          |
| リタイア | 17 | ペドロ・デ・ラ・ロサ             | ジャガー-コスワース     | 0    | トランスミッション | 20       |          |
| DNQ      | 22 | アレックス・ユーン               | ミナルディ-アジアテック |      | 107% Rule          |          |          |

## 第12戦終了時点でのランキング
- 太字は理論上ワールドチャンピオンの可能性あり

| 順位 | ドライバー                 | ポイント |
| ---- | -------------------------- | -------- |
| 1    | ミハエル・シューマッハ     | 106      |
| 2    | ファン・パブロ・モントーヤ | 40       |
| 3    | ラルフ・シューマッハ       | 36       |
| 4    | ルーベンス・バリチェロ     | 35       |
| 5    | デビッド・クルサード       | 32       |

| 順位 | コンストラクター        | ポイント |
| ---- | ----------------------- | -------- |
| 1    | フェラーリ              | 141      |
| 2    | ウィリアムズ-BMW        | 76       |
| 3    | マクラーレン-メルセデス | 49       |
| 4    | ルノー                  | 15       |
| 5    | ザウバー-ペトロナス     | 11       |

- 注：ドライバー、コンストラクター共にトップ5のみ表示。